# Hårfagreætta
Hårfagreætta fue un clan familiar de reyes de Noruega,
muy influyente durante la Era vikinga y que dio origen a una desmedida reivindicación de herederos que proclamaban ser descendientes de Harald I de Noruega (Harald Hårfagre) que según Snorri Sturluson fue el unificador del reino noruego bajo una única corona. Snorri menciona que el rey Harald procedía de la dinastía Ynglingeætten de Upsala, cuyos descendientes vagaron por Escandinavia y cruzaron las fronteras noruegas; los primeros ancestros de Harald se asociaban al reino de Vestfold. 
Según la investigación del historiador Claus Krag, solo hubo tres generaciones de la dinastía en el poder. Tras la muerte de Harald en 931 (=932), la dinastía se mantuvo durante cuarenta años, los jarls de Lade también durante otros cuarenta años y una rama de reyes daneses (a menudo compartiendo con los jarls de Lade) otros tantos. Los reyes que posteriormente quisieron relacionar su clan con Harald para dar legitimidad a sus reivindicaciones no tienen fundamento y probablemente fue una invención; según otro historiador, Kåre Lunden, estas estrategias no eran excepciones durante la Edad Media, pues era una forma de «elegir partido político, como en la actualidad». Especialmente notable y falsa fue la reivindicación de Sverre Sigurdsson.
La reivindicación sobre la herencia del clan y el trono de Noruega finaliza en 1319, con la muerte de Haakon V de Noruega. No obstante, con posterioridad el último rey que proclamó ser descendiente de Harald Hårfagre fue Olaf IV de Noruega (Olaf II de Dinamarca) (m. 1387). 